# Sebottendorf (Wüstung)
Sebottendorf (oder Sebaltendorf) ist eine Wüstung auf der Flur der Stadt Lößnitz im Erzgebirgskreis. 

## Geographische Lage
Die Wüstung Sebottendorf liegt an der Quelle des Alberodaer Bachs zwischen Lößnitz,  Raum und Grüna. Die ehemalige Ortslage von Sebottendorf wird heute Saubad- oder Sauwiesen genannt.

## Geschichte
Der Ort war schon um 1286 eine Wüstung. Die urkundliche Erwähnung erfolgte in einer Schenkungsurkunde des Burggrafen vom Meißen, in der er einige Grundstücke des Ortes dem Lößnitzer St.-Georgen-Hospitals schenkte. 